# Brin-sur-Seille
Brin-sur-Seille är en kommun i departementet Meurthe-et-Moselle i regionen Grand Est (tidigare regionen Lorraine) i nordöstra Frankrike. Kommunen ligger i kantonen Malzéville som tillhör arrondissementet Nancy. År 2022 hade Brin-sur-Seille 774 invånare.

## Befolkningsutveckling
Antalet invånare i kommunen Brin-sur-Seille
| Referens: INSEE |